# Bělidlo (vojenský újezd Libavá)
Bělidlo, německy Bleiche, je zaniklá německá horská osada, která patřila k zaniklé vesnici Heřmánky ve vojenském újezdu Libavá v okresu Olomouc v Olomouckém kraji. Bělidlo se nachází na bezejmenném přítoku potoka Velička. O Bělidle není známo dostatek informací. Místo je přístupné jen po neudržovaných lesních cestách. Osada zanikla s odsunem německého obyvatelstva v roce 1946 a následným vznikem vojenského výcvikového prostoru Libavá. Na místě jsou jen obtížně nalezitelné zbytky budov a malý rybník. Protože se Bělidlo nachází v okrajových oblastech vojenského výcvikového prostoru, je přístupné jen ve vyhrazených dnech v týdnu.

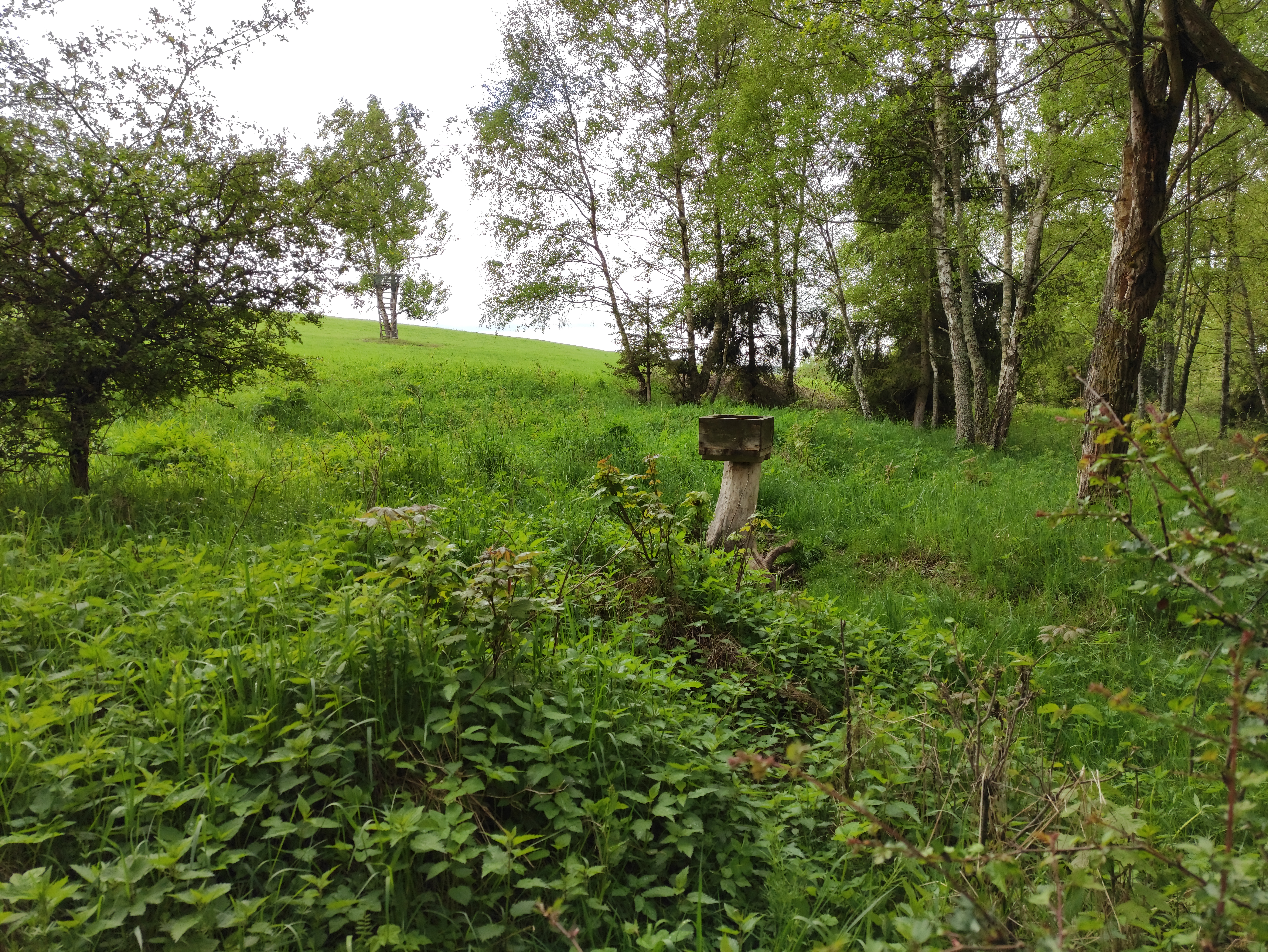